# Campionati del mondo di ciclismo su pista 2019 - Inseguimento a squadre maschile
La gara di inseguimento a squadre maschile ai Campionati del mondo di ciclismo su pista 2019 si è svolta il 27 e il 28 febbraio 2019.

## Podio
| Pos.    | Nazione       | Atleti                                                                               |
| ------- | ------------- | ------------------------------------------------------------------------------------ |
| Oro     | Australia     | Sam Welsford Kelland O'Brien Leigh Howard Alexander Porter Cameron Scott             |
| Argento | Gran Bretagna | Ethan Hayter Ed Clancy Kian Emadi Charlie Tanfield Oliver Wood                       |
| Bronzo  | Danimarca     | Lasse Norman Hansen Julius Johansen Rasmus Pedersen Casper von Folsach Niklas Larsen |

## Risultati

### Qualificazioni
I migliori otto tempi si qualificano per il primo turno, di cui i primi 4 rimangono il lizza per l'oro, mentre gli altri 4 per il bronzo.
| Posizione | Nazione       | Atleti                                                                 | Tempo    | Gap     | Note |
| --------- | ------------- | ---------------------------------------------------------------------- | -------- | ------- | ---- |
| 1         | Australia     | Sam Welsford Kelland O'Brien Leigh Howard Cameron Scott                | 3:52.152 |         | Q    |
| 2         | Gran Bretagna | Ethan Hayter Ed Clancy Kian Emadi Oliver Wood                          | 3:54.010 | +1.858  | Q    |
| 3         | Danimarca     | Lasse Norman Hansen Julius Johansen Rasmus Pedersen Casper von Folsach | 3:54.141 | +1.989  | Q    |
| 4         | Nuova Zelanda | Campbell Stewart Thomas Sexton Aaron Gate Nick Kergozou                | 3:56.603 | +4.451  | Q    |
| 5         | Canada        | Derek Gee Michael Foley Adam Jamieson Jay Lamoureux                    | 3:56.914 | +4.762  | q    |
| 6         | Germania      | Felix Groß Theo Reinhardt Leon Rohde Domenic Weinstein                 | 3:57.276 | +5.124  | q    |
| 7         | Svizzera      | Claudio Imhof Cyrille Thièry Stefan Bissegger Robin Froidevaux         | 3:57.834 | +5.682  | q    |
| 8         | Polonia       | Szymon Sajnok Adrian Kaiser Szymon Krawczyk Bartosz Rudyk              | 3:58.473 | +6.321  | q    |
| 9         | Belgio        | Lindsay De Vylder Kenny De Ketele Robbe Ghys Fabio Van den Bossche     | 3:59.617 | +7.465  |      |
| 10        | Stati Uniti   | Gavin Hoover Ashton Lambie Colby Lange Eric Young                      | 4:00.590 | +7.724  |      |
| 11        | Italia        | Liam Bertazzo Filippo Ganna Francesco Lamon Davide Plebani             | 4:00.725 | +8.438  |      |
| 12        | Giappone      | Ryo Chikatani Shogo Ichimaru Shunsuke Imamura Keitaro Sawada           | 4:02.008 | +9.856  |      |
| 13        | Bielorussia   | Raman Tsishkou Yauheni Akhramenka Yauheni Karaliok Mikhail Shemetau    | 4:02.303 | +10.151 |      |
| 14        | Russia        | Lev Gonov Dmitry Mukhomediarov Ivan Smirnov Gleb Syritsa               | 4:02.363 | +10.211 |      |
| 15        | Corea del Sud | Park Sanghoon Im Jae-yeon Min Kyeong-ho Shin Don-gin                   | 4:04.168 | +12.016 |      |
| 16        | Francia       | Benjamin Thomas Florian Maitre Bryan Coquard Aurélien Costeplane       | 4:05.792 | +13.640 |      |
| 17        | Cina          | Chen Zhiwen Guo Liang Shen Pingan Xu Zhaoliang                         | 4:06.523 | +14.371 |      |
| 18        | Ucraina       | Vitaliy Hryniv Roman Gladysh Timur Malieiev Vladyslav Shcherban        | 4:08.125 | +15.973 |      |

### Primo turno
I vincitori della terza e della quarta batteria si qualificarono alla finale per l'oro, i migliori due tempi non qualificati per la finale per l'oro in tutte le altre batterie si qualifirono alla finale per il bronzo.
| Posizione | Batteria | Nazione       | Atleti                                                               | Tempo    | Gap     | Note |
| --------- | -------- | ------------- | -------------------------------------------------------------------- | -------- | ------- | ---- |
| 1         | 1        | Germania      | Felix Groß Theo Reinhardt Leon Rohde Domenic Weinstein               | 3:56.897 |         |      |
| 2         | 1        | Svizzera      | Claudio Imhof Stefan Bissegger Robin Froidevaux Frank Pasche         | 3:59.108 | +0.211  |      |
| 1         | 2        | Canada        | Derek Gee Michael Foley Adam Jamieson Jay Lamoureux                  | 3:54.670 |         | q    |
| 2         | 2        | Polonia       | Adrian Kaiser Szymon Krawczyk Bartosz Rudyk Daniel Staniszewski      | 4:00.711 | +6.041  |      |
| 1         | 3        | Gran Bretagna | Ethan Hayter Ed Clancy Kian Emadi Charlie Tanfield                   | 3:51.635 |         | Q    |
| 2         | 3        | Danimarca     | Niklas Larsen Lasse Norman Hansen Rasmus Pedersen Casper von Folsach | 3:55.602 | +3.977  | q    |
| 1         | 4        | Australia     | Sam Welsford Kelland O'Brien Leigh Howard Alexander Porter           | 3:51.529 |         | Q    |
| 2         | 4        | Nuova Zelanda | Thomas Sexton Aaron Gate Nick Kergozou Corbin Strong                 | 4:05.861 | +14.332 |      |

### Finali
| Posizione            | Nazione       | Atleti                                                                 | Tempo    | Gap    | Note |
| -------------------- | ------------- | ---------------------------------------------------------------------- | -------- | ------ | ---- |
| Finale per l'oro     |               |                                                                        |          |        |      |
| 1                    | Australia     | Sam Welsford Kelland O'Brien Leigh Howard Alexander Porter             | 3:48.012 |        | WR   |
| 2                    | Gran Bretagna | Ethan Hayter Ed Clancy Kian Emadi Charlie Tanfield                     | 3:50.810 | +2.798 |      |
| Finale per il bronzo |               |                                                                        |          |        |      |
| 3                    | Danimarca     | Lasse Norman Hansen Julius Johansen Rasmus Pedersen Casper von Folsach | 3:51.804 |        |      |
| 4                    | Canada        | Derek Gee Michael Foley Adam Jamieson Jay Lamoureux                    | 3:56.382 | +4.578 |      |